# جرجیو
جرجیو (به ایتالیایی: Greggio) یک کومونه در ایتالیا است که در استان ورسلی واقع شده‌است.

## خصوصیات
جرجیو ۱۲٫۰ کیلومترمربع مساحت و ۳۸۲ نفر جمعیت دارد و ۱۶۱ متر بالاتر از سطح دریا واقع شده‌است.